# 天安号沉没事件
天安号沉没事件是指2010年3月26日晚間，载着韩国海军104人的浦项级轻型护卫舰天安号，在黄海海域白翎岛和大青岛之间巡逻时，突然沉入海底的事件，沉船導致46名艦上官兵死亡。根据联合国调查，爆炸原因为朝鲜的攻击。尽管2010年5月20日，当时由韩国组织，未包含朝鲜的多国专家组成的军民跨国调查小组（civilian-military joint investigation group's/JIG）报告指稱，推测巡防艦遭朝鮮潛艇發射魚雷擊沉（当时未发现潜艇，事后发现一具鱼雷残骸）。联合国安理会在报告中认定此为一次攻击，但并未认定攻击者。韩国媒体《朝鲜日报》后来称朝鲜的一些文件暗示了朝鲜劳动党总书记金正日之子金正恩制造了天安舰事件。

## 遇難艦艇

白翎岛

事件中遇難艦艇天安号（韓語：천안；PCC-772）是韩国海军一艘浦項級巡邏艦。该舰于1989年11月开始服役。排水量为1,200吨，舰长88.3米、宽10米、吃水2.9米，最大航速为32节。

## 搜救過程
截至3月27日零时30分，舰上船员已有58人获救，46人失踪。
4月24日，韓國軍方打撈人員將沉沒的“天安號”警戒艦艦首殘骸成功打撈出水，同時找到一具遇難者遺體。4月29日，韓國政府在平澤市海軍基地為46名遇難官兵舉行官方葬禮，總統李明博親自出席悼念儀式，當時仍然有6名艦上官兵失踪。

## 調查結果的爭議
新華社報導“天安”号舰长崔元日（최원일，音译）在获救者行列而且并未受伤。他获救不久即加入搜救队伍。韩国把驻守附近岛屿的陆军士兵目击到爆炸溅起100米高的海水，列为证据。而據多家媒體4月22日報道，韓國軍方基於與美國聯合收集的情報，已認定是朝鲜鲑鱼级微型潛艇發射的魚雷攻擊，造成了韓國「天安號」軍艦沉沒。
4月25日，中國網易引用韓聯社報導韓國軍方官員說，根據天安號艦艏裂口形狀分析，外部衝擊導致天安號沉沒 。
4月25日，韓國軍民聯合調查團發表的初步調查結果認為“水下非接觸性爆炸”導致“天安號”沉沒的可能性很大。
5月20日，大韓民國發表美國、澳洲、英國、瑞典專家組成的跨國調查小組部告，調查指朝鮮潛艇發射魚雷擊沉韓國戰艦，事故地點撈出的魚雷殘骸與朝鮮製魚雷吻合，並指戰艦沉沒「沒有其他可能的解釋」。
中國环球网則報導身為該調查組成員之一的申尚哲（音譯）在給美國國務卿希拉蕊的信中表示，“通過明顯的證據與常理的推斷，天安艦肯定不是魚雷炸沉的”。因此被大韓民國海軍以損害名譽罪起訴。
新华社莫斯科5月20日俄文电刊載“俄国专家”的文章声称不可能是鱼雷可能是弹药库爆炸。。
8月时代周刊得到了一份联合调查组的报告全文，经报道该报告“列举了十一种可能，但除了朝鲜鱼雷外都被发现的证据否定了”，因此“朝鲜鱼雷击沉的可能性很高”。
据印度教徒报和韩民族日报的报道，俄国调查组得出的结论是“沉没是由于船体外的爆炸”、“天安舰之前在浅水区行进，可能撞上了水雷”、“也不能排除是朝鲜鱼雷的可能”、“确定是朝方鱼雷的证据还不充分”、“发现的鱼雷部件已经在海底长上了生物，泡了6个月了”。对此，韩方立刻给予了反驳，特别是就螺旋桨的损坏强调了是由于爆炸后停转的应力造成而不是擦上了海底。而在5月20日韩方称螺旋桨变形是接触海底所致，9月13日的报告中强调了是由于爆炸后停转的应力造成，并提供了模拟，而模拟采用了极端的预设条件，为达到足以变形的应力假设当时螺旋桨正在高速旋转，舰船正在全速行驶，而当时实际以6.7节航速慢速航行。韩方对生长在鱼雷部件上的贝壳没有发表任何说明。
2010年9月13日，韩国国防部公開發報的正式調查結果称，表示魚雷當時沒有直接命中船體，而是在幾米外的距離爆炸，形成的汽泡及衝擊波把船殼損壞，導致沉沒。与5月20日的报告不同之处在于，将螺旋桨变形由接触海底改为受停转应力所致；因值班人员的报告和声纳记录以及附近“束草”号的各项报告中，没有发现朝鲜潜艇甚至任何国潜艇的证据，未指是朝鲜潜艇所为。
朝方此间要求派员参与军民跨国调查小组调查，被韩方拒绝。

## 朝韓反應

### 大韓民國
5月4日，大韓民國總統李明博在一次全國電視講話中表示，“可以确定的事实是，天安号沉没不是出于简单的事故原因。”韓國政府則表示，如果天安号沉没确实朝鲜所为，韩国将把此事诉诸联合国安理会解决。5月20日，發表調查報告後，李明博表示韩国将对朝鲜采取严厉措施，并寻求国际合作、以使朝鲜承认其应负责任。韓國在朝鲜投資方面，韓國企業尚未準備撤離或和政府協商向國內轉移生產設備，韓國政府叮嚀開城工業園區入駐企業的員工要保護好自己。5月21日，韓國國防部及其他人士表示從過去的仰光爆炸案、大韓航空858號班機空難、青瓦台襲擊事件、江陵潛艇滲透事件、暗殺黃長燁、綁架申相玉、崔銀姬事件得出可能是偵查總局所為，而不是朝鮮軍方所為。
5月24日，韩国总统李明博通过“对国民谈话”说，“‘天安’号警戒舰遭朝鲜突袭而沉没，朝鲜将为此付出代价。为了追究朝鲜的责任，从这一刻起，朝鲜船只不得再根据《南北海运协议》进入韩国海域航行，韩朝间贸易、交流与合作也将中断。韩国的领海、领空和领土如遭朝鲜的武力侵犯，将立即进行自卫。同时也将与国际社会进行合作，韩国将与有关国家紧密协商之后把这一事件提交联合国安理会。而将进一步强化韩美联合防御姿态。”

### 朝鮮民主主義人民共和國
朝鮮否認捲入韓國沉船事件，稱韓轉移視線伎倆愚蠢。4月17日，朝鮮中央通訊社發表文章稱韓國無法找出事故原因，好戰分子和右派保守人士利用媒體宣傳把造成多人死亡悲劇性事件的責任推到朝鮮頭上，還試圖編造沉船的理由，認為沒有必要應對韓國推卸責任的處事態度。並指韓方在6月2日地方選舉之前轉移公眾的注意力，是為了逃脫朝韓關係惡化的責任。
5月20日，朝鲜中央通讯社援引朝鲜国防委员会的声明称，韩国的调查结果是「一帮叛徒精心捏造出来的」，指朝鲜军队和人民将以各种强硬手段对任何惩罚、报复，以及侵犯国家利益的制裁，通过全面战争作出迅速回应。
5月20日，韩国联合通讯社援引韩国国防部的消息报道说，朝鲜国防委员会副委员长金永春已向韩国通报将于本周末派遣检查团，以确认有关“天安舰的物证”并公诸于世，但被韩国国防部长官金泰荣拒绝。
5月22日，朝鲜再次要求韩国接受朝鲜派出的检查团，称“根据《北南基本协议书》有关条款，韩国必须接受朝鲜派遣的检查团，尤其是韩国宣称，有关这一事件的调查结果是客观以及科学的，就更没有理由不接受朝方的检查团。
5月24日，據韓國外交消息稱，朝鲜领导人金正日已下令军队进入战备状态。5月25日，朝鮮宣佈中斷與韓國的所有官方及民間往來，驅逐開城工業區的韓國人員，一切的南朝鮮交往都以戰時法律處理，以報復韓國的制裁措施。

## 國際社會反應

### 中华人民共和国
5月15日，中国外交部发言人马朝旭在韩国庆州就第四次中日韩外长会议期间中韩、中日外长会晤的有关情况回答了记者的提问。关于“天安”号事件，柳明桓外长在会晤时表示了对这一事件的关切。杨洁篪表示，“天安”号沉没是一起不幸事件。当前朝鲜半岛形势十分复杂敏感，中方希望有关各方以半岛和本地区和平稳定大局为重，着眼长远，保持冷静克制，妥善处理有关问题。
5月28日，温家宝总理在访问韩国期间会见韩国总统李明博时表示，对韩国的调查很重视，在“天安”号事件上不会偏袒任何一方，希望韩国政府妥善处理“天安”号事件。

### 美国
5月20日，白宮發言人羅伯特·吉布斯（Robert Gibbs）強烈譴責這宗引致死亡的侵略行徑，指朝鮮的舉動不可接受和無視國際法，並指有關舉動只會加深朝鮮的孤立。美國國務院主管公共事務的助理國務卿克勞里對於媒體追問：“某國軍隊擊沉他國軍艦，就算不是恐怖行動，也應該是戰爭行為了吧？他僅強調朝鮮已經違反兩韓的停戰協定，的確是對韓國的侵犯行為，不排除列為恐怖主義國家。美國會依照過去慣例，和中国、俄羅斯、日本、韓國等4國密切溝通，擬定下一步策略。”
5月21日，美國國務卿巡訪日本時表示此次事件不是地區安全問題，是需要通過國際合作進行應對的國際問題。將在一周內做出具體決定，以使周邊國家和國際社會對朝鮮的行動表示擔憂。證據是壓倒性的判明為朝鮮用魚雷攻擊所致，因此不能再和從前一樣對待朝鮮。
5月24日，五角大樓宣佈進行一次美韓聯合軍事演習。

### 日本
5月20日，日本政府發言人、內閣官房長官平野博文指出，此事令人感到非常遺憾，美日韓將合作因應，未來在聯合國安理會上如有人提出制裁朝鮮的決議案，日本可能支持制裁。日本前首相鳩山由紀夫則表示，強烈支持韓國，並指朝鮮的行動令人難以容許，將與韓國、美國等相關各國持續進行緊密的聯繫與合作。
。

### 俄羅斯
5月20日，俄羅斯外交部發言人表示，截至目前，俄羅斯並不掌握足以說明韓國海軍天安號軍艦沉沒原因的有力證據。 該發言人指，俄方得到了韓國方面的部分調查結果，並通過與韓方的接觸，確認韓方已有具體的推測結果。但對俄方來說，“仍需一段時間對情況作進一步了解，以得出最後結論：”最后8月3日俄国驻联合国大使宣布将不公开俄国调查组结论，以免政治上伤害一些国家。
」

### 加拿大
5月24日，加拿大總理史蒂芬·哈珀對此事表示嚴厲譴責，並將給予韓國總統李明博“完全的支持”。加拿大政府將派出三名海軍專家協助調查，並加強對朝鮮的制裁，包括限制貿易往來、限制投資及其他一切雙邊關係。加拿大政府也將禁止朝鮮高級官員訪問該國，而加拿大亦於次日宣佈與北韓斷交，以有限接觸政策（Controlled Engagement Policy）取代。
。

### 聯合國
5月21日，聯合國軍司令部軍事停戰委員會將組建特別調查組，對朝鮮是否違反《朝鮮停戰協定》，進行調查，而朝鮮國防委員會批評事件是韓國捏造，聯合國無理據介入調查。
5月24日，韓國籍的聯合國秘書長潘基文表示國際調查團所提出的證據和結論是鐵證如山和深感困擾(overwhelming and deeply troubling)，並完全認同國際社會譴責朝鮮，極壞的是沉船事件發生在六方會談和國際社會推動朝鮮半島無核化進程陷於膠著狀態之際，這個不可接受的舉動跟國際間努力推動朝鮮半島的和平與穩定背道而馳，他有信心聯合國安理會會採取適當措施回應這宗嚴重事件。

### 北約
5月20日，北大西洋公約組織發表聲明，譴責朝鮮擊沉韓國天安艦是「侵略行為」，指控這樣的行為除了違反國際法之外，並對東北亞區域構成嚴重的威脅。

## 雙方向安理會報告
韓國和朝鮮於2010年6月15日分別就天安艦事件到聯合國安理會做報告。韓國民軍聯合調查團團長尹德龍在說明會上播放了打撈魚雷推進器的影片，還對安理會的疑問做出了解答。尹德龍表示：“我們主要介紹聯合調查團對天安艦沉沒原因進行科學調查的結果，並呼籲安理會對朝鮮的挑釁行為採取適當的應對措施。”
韓國外交部人士說：“我們根據科學資料，做了充分的說明。法國和美國等國家對我方調查結果表示支持，但中國和俄羅斯不明確表態，總是回避說‘還需要再檢討’。”
韓方發表完調查結果後，朝鮮駐聯合國大使申善虎在同一個地點開說明會進行反駁。申善虎主張：“朝鮮與天安艦事件無關，韓方的調查缺乏科學依據和有力證據，讓人無法接受。”
朝鮮常駐聯合國副代表朴德勳也表示：“（韓國）缺乏科學的證據主張，說是我們幹的，怎麼能接受？這是個荒謬絕頂的主張。我們是受害者。應該先由我國調查團進行相關調查，安理會然後再討論天安艦事件，這才是正確的順序。”
安理會過後強烈呼籲韓朝克制，避免朝鮮半島緊張局勢升級。
7月9日，安理會通過一項關於天安號沉沒事件的主席聲明，聲明中指出“考慮到由韓國牽頭、五國參與的軍民聯合調查組的結論，其中認為朝鮮應為天安艦沉沒負責，安全理事會深表關切。”“安全理事會注意到其他有關各方的反應，包括朝鮮表示與此事件毫無關係。”“安全理事會譴責導致天安艦沉沒的攻擊。”同時，安理會再次呼籲兩韓避免衝突升級。